# GURU GURU 99
《GURU GURU 99》（日語：ぐるぐるナインティナイン）是日本電視台系列自1994年4月10日起每週四晚間播出綜藝節目，為搞笑二人組的NINETY-NINE冠名節目。節目的正式標題為「ぐるぐるナインティナイン Hi-Tension TV」（ - ハイ・テンション・ティーブイ）、也就是「ぐるナイ」(gurunai)。
2007年2月2日起開始超高畫質錄製。，並於同年7月實施資料廣播。

## 概要
1994年4月10日開始播放。節目一開始只在關東地區播放，節目中常出現粗暴和浪費對待食物的場面，被批評是低俗節目。節目風格在升級為黃金檔之前有所改變（食物盡量要吃完）。1997年，節目移至週五晚7點播放，之後開設的「美食冤大頭」環節更使節目廣受歡迎。2009年節目15週年，播放時段移至週四晚8點，收視率長期穩定在同時段第一位，「美食冤大頭」環節收視常在15%以上，特別篇更經常超過20%。

## 出演者

### 主持人、主要出演
- NINETY-NINE
  - 矢部浩之
  - 岡村隆史
- 羽鳥慎一（日语：羽鳥慎一）（前日本電視台播報員）

#### 「美食冤大頭」環節固定出演者

##### 冤大頭21的成員
- 岡村隆史（NINETY-NINE） ■　
  - 冤大頭4沒有參加。冤大頭10、12、15、19擔任MC。
- 矢部浩之（NINETY-NINE） ■
  - 冤大頭10、12、15、19、20沒有參加。冤大頭1—9、11、13—14、16—18擔任MC。
- 阿信（千鳥） ■
  - 自冤大頭20開始參加。
- 增田貴久（NEWS） ■
  - 自冤大頭21開始參加。
- 中條彩未 ■
  - 冤大頭22新成員。
- 松下洸平 ■
  - 冤大頭22新成員。

##### 固定班底以外的出演者
- Blouson知惠美（日语：ブルゾンちえみ）
- Brillian（日语：ブリリアン）
- 突然出現哥（日语：ひょっこりはん）

##### 過去的固定班底
- 國分太一（TOKIO）■
  - 參加冤大頭1—18。
- 出川哲朗■
  - 參加冤大頭1—4。
- 史恩·卡馬士■
  - 參加冤大頭4。
- 中島知子（奧賽羅）■
  - 參加冤大頭3—6。
- 優香■
  - 參加冤大頭7。
- 井上和香■
  - 參加冤大頭8。
- 森泉■
  - 參加冤大頭9—10。
- 江角真紀子■
  - 參加冤大頭10—16。
- 船越英一郎■
  - 參加冤大頭5—10。冤大頭11以準成員身份不定期出演。
- 佐佐木希■
  - 參加冤大頭11—12。
- 田山涼成■
  - 參加冤大頭12。
- 杏■
  - 參加冤大頭13。
- 上川隆也■
  - 參加冤大頭14—15。
- 平井理央■
  - 參加冤大頭15。
- 柳葉敏郎■
  - 參加冤大頭16—17。
- 二階堂富美■
  - 參加冤大頭17—18。
- 渡邊直美■
  - 參加冤大頭18—19。
- 大杉漣■
  - 參加冤大頭18—19。擔任固定班底期間於2018年2月21日突然病逝。
- 中島健人（Sexy Zone）■
  - 參加冤大頭19—20。
- 橋本環奈■
  - 參加冤大頭19。
- 田中圭 □
  - 參加冤大頭19—221。冤大頭19後半戰加入（9月13日），承接大杉漣累積的金額參賽。
- 土屋太鳳 ■
  - 參加冤大頭20。
- 本田翼 ■
  - 參加冤大頭21。

#### 「冤大頭」以外環節的固定出演者
現在的固定班底
- 奧黛麗
- 古關安廣
- 哀川翔
- 小島義雄
- 德井義實（Tutorial）
- 日村勇紀（香蕉人）
- 般若
- 國分太一
- 出川哲朗
- 森泉

過去的固定班底
- 史恩·卡馬士
- 坂下千里子
- 吉野紗香
- 田代政
- 柳原可奈子
- 尹孫河
- 藏野孝洋（130R）
- 有田哲平（奶油濃湯）
- 山崎弘也（不可接觸）
- 杉田薰
- 森口博子
- 螢原徹（雨後敢死隊）
- Michael富岡
- 石田純一
- 潘茲達·吉羅拉蒙
- 松嶋尚美（奧賽羅）
- 藤井恒久（日本電視台播報員）
- 古市幸子（日语：古市幸子）（前日本電視台播報員）

#### 旁白
- 林田尚親
- 多比良健
- 山田路易53世

## 外部連結
- 官方網站 （页面存档备份，存于）
- ぐるナイ_公式的X（前Twitter）

## 節目的變遷
| 日本日本電視台 · 週日 17:00 - 17:15 · 週日16:55 - 17:15 · 週日16:55 - 17:25 | 日本日本電視台 · 週日 17:00 - 17:15 · 週日16:55 - 17:15 · 週日16:55 - 17:25 | 日本日本電視台 · 週日 17:00 - 17:15 · 週日16:55 - 17:15 · 週日16:55 - 17:25 |
| --------------------------------------------------------------------------- | --------------------------------------------------------------------------- | --------------------------------------------------------------------------- |
|                                                                             | GURU GURU 99 （1994年4月10日-1997年3月30日）                                |                                                                             |
| —                                                                           | —                                                                           |                                                                             |
| 週五 19:00 - 20:00 週五19:00 - 19:58 週五19:00 - 20:00                      |                                                                             |                                                                             |
| —                                                                           | GURU GURU 99 （1997年4月11日-2009年3月20日）                                | —                                                                           |
| 週四 19:58 - 20:54 週四19:56 - 20:54                                        |                                                                             |                                                                             |
| 星期四特別                                                                  | GURU GURU 99 （2009年4月9日- ）                                             | —                                                                           |

| 臺灣緯來日本台 | 臺灣緯來日本台 | 臺灣緯來日本台 |
| -------------- | -------------- | -------------- |
|                | 美食冤大頭     |                |
| —              | —              |                |